# Andretti Bain
Andretti Bain (ur. 1 grudnia 1985 w Nassau) – bahamski lekkoatleta, sprinter, srebrny medalista igrzysk olimpijskich z Pekinu w sztafecie 4 × 400 metrów.

## Sukcesy
| Rok  | Zawody               | Miasto | Miejsce | Konkurencja        | Czas         |
| ---- | -------------------- | ------ | ------- | ------------------ | ------------ |
| 2008 | Igrzyska olimpijskie | Pekin  |         | Sztafeta 4 x 400 m | 2:58,03 min. |

Medalista mistrzostw Ameryki Środkowej i Karaibów, a także mistrzostw kraju oraz mistrzostw NCAA.

## Rekordy życiowe
- bieg na 400 m – 44,62 (2008)
- bieg na 400 m przez płotki – 50,83 (2007)